# جنيفر كاسي
جنيفر جويس كاسي (بالإنجليزية: Jennifer Joyce Kesse)‏ (ولدت 20 يونيو، 1981- ) هي امرأة أمريكية عاشت في أورلاندو، فلوريدا، وهي مفقودة منذ 24 يناير، 2006. اختفاؤها حيّرَ المحقيقين مما أدى إلى بحث مكثف عنها في المنطقة المحيطة بمنزلها. بعد مدة قصيرة من اختفائها، عثر على سيارتها في مجمع سكني على بعد 2 كيلومتر تقربيا من منزلها. ولم يتم الحصول على أي دليل يقود إليها، مثل بصمات أصابع، حامض نووي، أو موقع الهاتف الخلوي. أظهرت كاميرا مراقبة قربية من المجمع شخصًا يركن سيارة جنيفر ويسير مبتعدًا، رغم ذلك، لم يتم التعرف عليه. تلقت القضية اهتمام الصحافة الدولية في وقت اختفاء جنيفر.

## الاختفاء
كانت آخر مرة شوهِدت فيها جنيفر كيس يوم 23 يناير 2006، الساعة 6 مساءً تقربيا، مُغادرةً مكان عملها، شركة ويستغات ريسورتس، أوكوي، فلوريدا. ذاك المساء أجرت عدت مكالمات مع عائلتها وأصدقائها؛ آخر مكالمة أجرتها في الساعة 10 مساءً مع صديقها. اعتادت جنيفر مراسلة أو الاتصال بصديقها كل صباح لتتمنى له يوما طيباً أثناء ذهابها إلى عملها. في صباح يوم 24 يناير، لم تتصل جنيفر أو ترسل رسالة. أي اتصال بهاتف جنيفر يتم تحوله إلى البريد الصوتي. عندما لم تظهر جنيفر في مكان عملها ذاك الصباح، اتصل رئيس عملها بوالديها، حيث قادا مدة ساعتين إلى مكان سكن جنيفر. لاحظ والديها اختفاء سيارتها، لكن عند دخولهما شقتها، لم يرى شيئاً غير معتاد. الأدلة في شقتها، كانت منشفة مبللة وملابس مرتبة، أشارت إلى أن جنيفر كانت في شقتها صباح 24 من يناير وأنها استحمت وارتدت زي العمل. بدأ الاصدقاء والعائلة بتوزيع منشورات ذاك المساء، وبدأ قسم شرطة أورلاندو بتنظيم فرق بحث لإجراء مسح للمنطقة سيرا على الأقدام، الأحصنة، القوارب، المروحية، والدراجات الرباعية.

### الجدول الزمني
الأختام الزمنية تقريبية استنادًأ إلى أقوال الشهود.
الاثنين، 23 يناير، 2006
- 6:00 مساءً - غادرت جنيفر مكان عملها، عائدة للمنزل واتصل بعائلتها. هذه أول مرة تكون جنيفر عائدة لشقتها منذ مجيئها من إجازتها وآخر مرة يكون للعائلة اتصال مباشر بها.
- 10:00 مساءً - اتصلت جنيفر بصديقها وتكلما لفترة قصيرة قبل أن يقولان لبعضها إنهما ذاهبان للنوم. صديقها هو آخر شخص معروف تكلم معها قبل اختطافها.

الثلاثاء، 24 يناير، 2006
- 7:30 - 8:00 صباحاً - يعتقد المحققون أن جنيفر قد اختطفت بعد أن تركت شقتها وسارت نحو سيارتها لتذهب للعمل.[4]
- 8:00 - 9:00 صباحاً - صديق جنيفر، الذي اعتاد أن يهاتفها بمثل هذا الوقت، اتصل بها وهو في طريقه إلى العمل، لكن كان يتم تحويل اتصاله مباشراً إلى البريد الصوتي. افترض صديقها أنها ربما تكون مشغولة باجتماعٍ كانت قد تحدثت عنه سابقاً.
- 11:00 صباحاً - قلق زملاء جنيفر في العمل من عدم ظهورها وعدم اتصالها وكذلك تغيبها عن اجتماع عمل مهم. اتصلت الإدارة مع والدي جنيفر الذين أدركوا أن هناك مشكلة.